# Espagne 1937
Espagne 1937 —España leal en armas— es el documental sobre la guerra civil española que encargó el Gobierno de la República a Luis Buñuel. Dirigido por Jean-Paul Le Chanois con guion de Buñuel, fue producido por la Alianza de Intelectuales Antifascistas entre 1936 y 1937, y solo queda la copia en francés.

## Historia
Esta película a veces se ha confundido con Espagne 1936 que, dirigida igualmente por Le Chanois y supervisada por Buñuel, se filmó y montó entre 1936 y principios de 1937, proyectándose por primera vez el 6 de abril de 1937. Según Román Gubern existen grandes similitudes estéticas y narrativas entre las dos películas, pues ambas se habían promovido desde la Subsecretaría de propaganda de la República Española que desde la Embajada española en París dirigía Luis Buñuel. Sin embargo, algunas diferencias son notables entre las dos películas, debido en parte a la evolución de la guerra. Por lo tanto, según Marien Gómez Rogriguez, España 1936 contiene pasajes de gran carga poética, incluyendo un conmovedor final de denunciar la atrocidad de la guerra con niños muertos. En contraste con "España 1937", que no contiene imágenes tan emotivas e insiste en la posibilidad de la victoria militar. Cuando la guerra iba avanzando con luchas de poder y debilidad entre las fuerzas republicanas, el documental quiso levantar la moral de las tropas, abogando por el la solidaridad internacional a favor de los republicanos.

## Contenido
El documental que forma parte de las acciones de propaganda durante la Guerra Civil (1936-1939) narra en orden cronológico la llegada del Frente Popular español, su apoyo entre las masas, la agresión exterior y militar y la resistencia civil de la República durante la segunda mitad de 1937. Las imágenes y los comentarios, todo ello en francés, insistían en la disciplina y el valor del ejército, el heroísmo y el martirio de la población de Madrid bombardeado, el papel determinante de los comisarios políticos, la movilización de los campesinos que trabajaban en los campos y simultáneamente eran milicianos, y la de las mujeres que trabajaban en las fábricas. También se narran los esfuerzos para mantener la cultura y la educación. Los bombardeos en Durango, Guernica y Bilbao se mencionan solo por la simple inscripción del nombre detrás de una cortina de llamas. La identidad de los agresores extranjeros no se especifica (excepto por un plan de caja de municiones italiano) y no se hace ninguna referencia a las profundas divisiones políticas dentro de las fuerzas de apoyo a la República. Esta versión para el público francés mantenía las tesis del Partido Comunista Francés (PCF) sobre el conflicto español, muy críticos con la labor de los anarquistas como agitadores políticos y provocadores de huelgas.

## Planos y escenas
A lo largo de todo el documental se van sucediendo imágenes auténticas de la guerra civil española con las siguientes escenas:
- Los milicianos pertrechándose para la defensa de la legalidad ante la rebelión militar.
- Extensión de la guerra a toda España: y lucha de cuerpo a cuerpo.
- Aparición de los aviones alemanes y bombardeos.
- Sufrimiento de la población civil: defensa frente al invasor y organización del ejército popular.
- Avance por el valle del Tajo y resistencia de Madrid.
- Destrucción de barrios enteros y organización del frente.
- Desarrollo intelectual y cultural del soldado: difusión de periódicos, talleres culturales, labor de los comisarios políticos.
- Participación de las mujeres y creación de una industria para la guerra.
- Trabajo en el campo para abastecer a la población.
- Organización de hospitales para atender a los heridos de la guerra.
- Atención a los niños y su educación.
- El frente de Guadalajara y la victoria sobre las tropas extranjeras.
- Organización de la retaguardia.
- Desfile militar y la organización del ejército en Madrid para reconquistar todo el país con sus recursos militares.

También aparecen las siguientes personalidades: Niceto Alcalá Zamora (Presidente de la República antes de la victoria del Frente Popular), Diego Martínez Barrio (Presidente interino), Lluís Companys (Presidente de la Generalidad de Cataluña), Manuel Azaña (Presidente), el general Miaja, Antón (comisario político). En cuanto a las localizaciones, aparecen los siguientes lugares o monumentos: Madrid (las Cortés), Brihuega, Alcázar de Toledo, Trijueque (Guadalajara).

## Equipo técnico
En el equipo técnico participaron:
- Fotografía: Roman Karmen, Alain Douarinou y operadores españoles
- Edición: Jean-Paul Le Chanois (Jean-Paul Dreyfus)
- Locución: Pierre Unik (comentario español: Juan Vicens de la Llave)
- Director de Producción: Luis Buñuel
- Producción: Alianza Intelectuales Antifascistas para Cine popular, Madrid-París (Partido Comunista de España)
- Distribución en Francia: Ciné-Liberté
- Música: Fragmentos de Sinfonías 7 y 8 de Beethoven.

De la película no se conservan copias en castellano. La duración es de 35 minutos. Forma parte de la Filmoteca Nacional y se puede contemplar en versión digital. Dada la fecha de su realización está en dominio público.
Fragmentos del documental han sido utilizados por Carlos Saura en la película Jota de Saura y en el capítulo dedicado a José Antonio Labordeta y a la guerra civil española.

## Visionado
- Guerre d'Espagne, Ciné-Archives, Fonds Audiovisuel du PCF, http://parcours.cinearchives.org/Les-films-731-47-0-0.html